# МАЗ-107
МАЗ-107 — 14-метровий автобус, що випускається Мінським автомобільним заводом з 2001 року, відноситься до першого покоління автобусів МАЗ. Цей автобус за конструкцією дуже схожий з подібними моделями — МАЗ-103, МАЗ-105; має декілька подібностей з Neoplan N4016 і Neoplan N4020, з якого був колись «скопійований» МАЗ-103. Хоча цій моделі майже десяток років, це досить сучасний автобус. Випускається декілька модифікацій з різними двигунами та коробками передач, з другої половини 2000-х років випускаються не тільки МАЗ-107 з класичним виглядом (такий, як на фотографії), так і з рестайлінгованим (трохи змінено дизайн передка і задньої панелі) — модифікація МАЗ-107.466. Протягом виробництва усувалися недоліки та покращувалися вже наявні переваги. Декілька конструктивних особливостей МАЗ-107:
- автобус може перевозити ненабагато менше пасажирів, ніж 18-метровий двосекційний автобус;
- доволі сучасний дизайн ззовні і зсередини;
- кузов з високоміцної сталі з повною антикорозійною обробкою;
- можливість встановлення електронних рейсовказівників;
- системи ABS i ASR;
- підкермовувальна задня вісь і доволі невеликий радіус розвороту;
- тоновані склопакети;
- функція блокування диференціалу;
- підвищений рівень пожежної безпеки
- автоінформатор у салоні;
- широкий вибір альтернативних та додаткових опцій;
- рестайлінг деяких елементів;

За бажанням замовника у автобуса можуть бути присутні такі додаткові опції:
- система автоматичної централізованої змазки фірми Lincoln, Німеччина;
- тоновані склопакети (обладнано переважно усі);
- система нахилу кузова kneeling (досить багато);
- відкидна апарель для в'їзду пасажирів у інвалідних візках (деякі);
- пластмасові сидіння без синтетичної обшивки зроблені з негорючої пластмаси;
- вентилятори на даху;
- кондиціонер (у найновіших);
- електронні маршрутовказівники (досить багато);
- можливе встановлення електронного табло всередині салону для надання інформації про маршрут, а також дати, графіку тощо;
- можливі і інші варіанти виконання автобуса на замовлення.

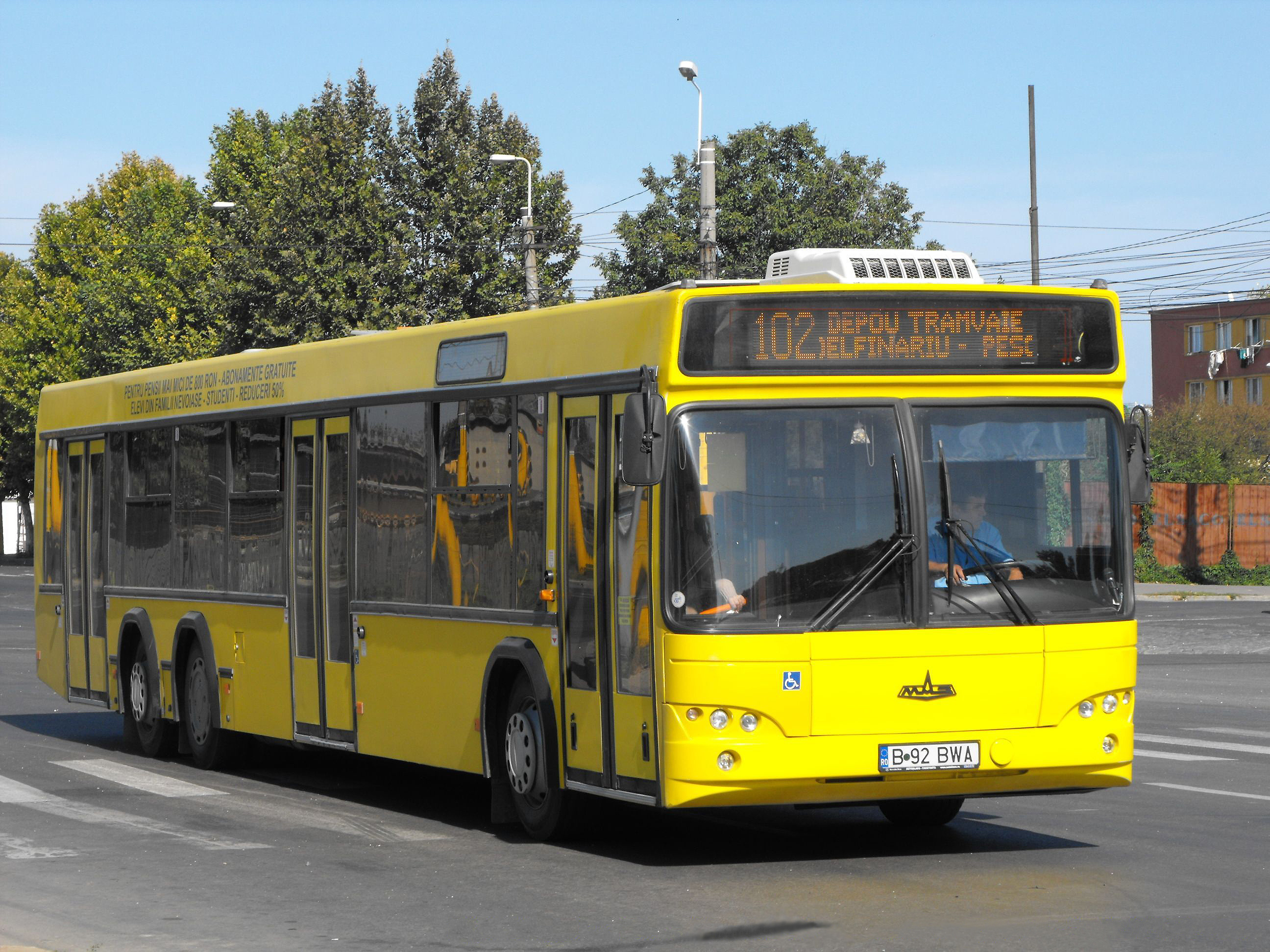
Модернізований МАЗ-107

Вельми примітно, що дуже багато цих автобусів є у Москві (близько 350); деякі екземпляри навіть експлуатуються на Кубі. Також планувалося зробити тролейбус на базі МАЗ-107, МАЗ-107Т з ТІСУ, проте не склалося; жодного тролейбуса МАЗ-107Т ще не випущено. МАЗ-107 може випускатися і у приміському варіанті.

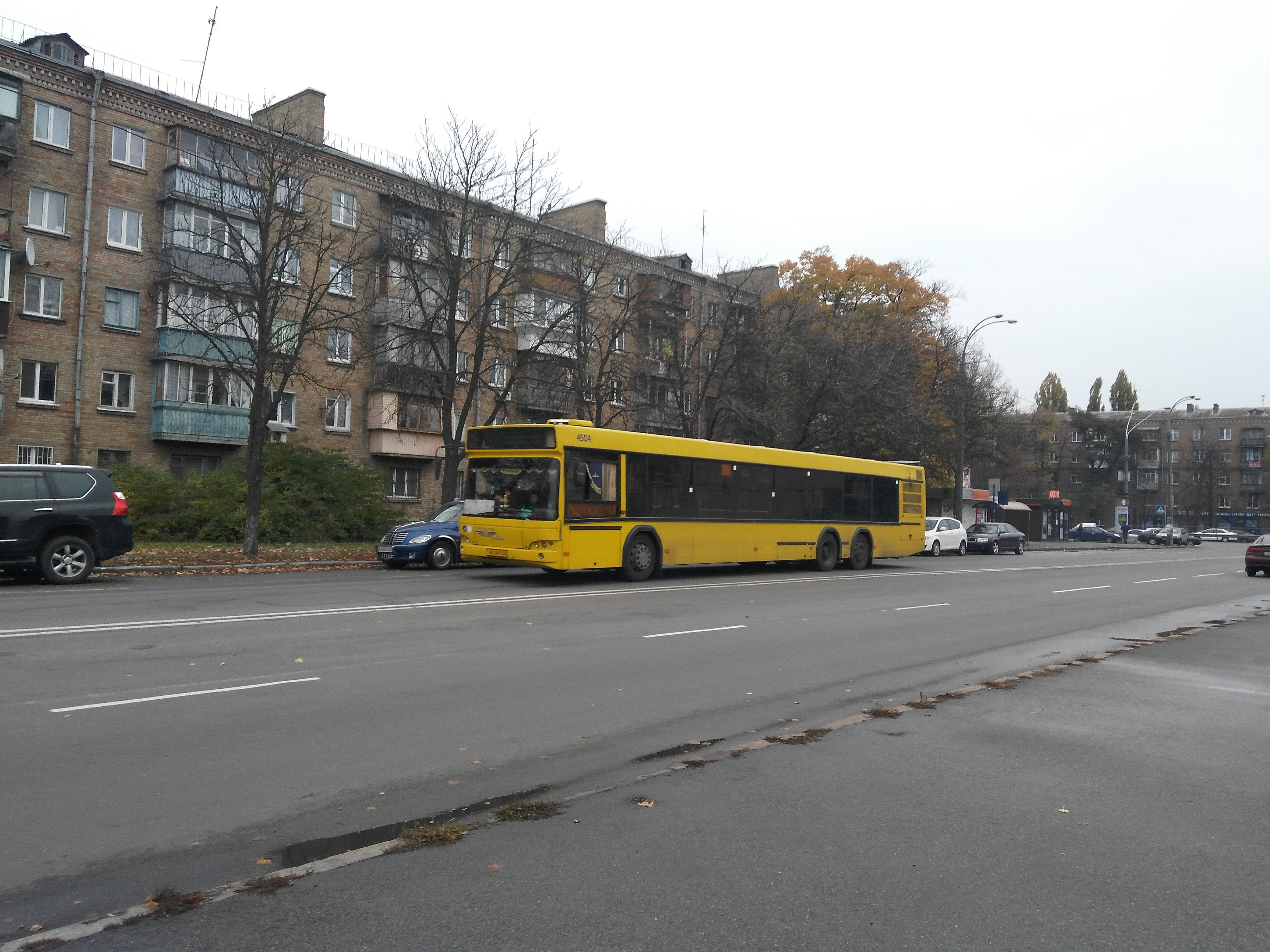
МАЗ-107 на вулиці Туполєва у Києві

МАЗ-107 — машина досить сучасна та має різну комплектацію. Автобус прилаштований під різні мотори (можуть бути як німецькі Mercedes-Benz чи MAN, так і білоруські ЗМЗ); може мати як механічну коробку передач, так і автоматичну; може бути різне планування салону та кількість місць, певне додаткове обладнання (див. опис моделі). Хоча це автобус першого покоління, МАЗи першого покоління випускаються на ряду з МАЗами другого покоління і постійно вдосконалюються (найновіші зразки МАЗ-107 пропонують кондиціонер у салоні, оновлений зовнішній вигляд, кнілінг, електронні рейсовказівники з суцільним дисплеєм, покращений салон та планування та інші вдосконалення).

## Опис моделі
МАЗ-107 з 2001 року; з того часу при конструюванні автобуса застосовалося все більше нововведень та усувалися недоліки (наприклад, покращене планування салону; підкермовувальна третя вісь з'явилася не одразу); дотепер МАЗ-107 став вельми сучасною машиною з багатьма європейськими компонентами та зовсім непоганим дизайном. Автобус МАЗ-107 за своєю конструкцією є дуже подібним на своїх «побратимів» з модельного ряду автобусів Мінського автомобільного заводу, і взагалі має чимало схожих рис з ними, однак є і кілька відмінностей; автобус МАЗ-107 має ряд досить цікавих особливостей, про це вже згодом у описанні моделі більш детально. МАЗ-107 є міським автобусом, що потрібен для перевезення великих мас пасажирах і потрібен для праці на маршрутах з великим пасажиропотоком. Відповідно до своїх «завдань», габарити у автобуса мають бути підхожі — автобус і справді вийшов немаленьким, його довжина становить 14,48 метра. Що стосується такої довжини та радіусу розвороту, то він у автобуса не є сильно великим (близько 13 метрів), однак його дещо зменшує підкермовувальна підтримна (задня) вісь. За своєю конструкцією, автобус трохи нагадує Neoplan N4020, що випускався фірмою Neoplan Polska, що зараз є фірмою Solaris Bus&Coach (дуже просто, адже МАЗ-101 і МАЗ-103 це перероблені міські автобуси Neoplan Polska). Основою кузова автобуса є жорсткий «кістяк» кузова, або інакше кажучи його каркас, що виготовлений з труб з високоміцної оцинкованої сталі; роль цинку тут наступна — він не дозволяє сталі окиснюватися; так чи інакше, та сталь є сплавом заліза з вуглецем, отже може іржавіти. У автобуса несівний кузов, де основним тримальним елементом є каркас, на який кріпляться усі вузли та агрегати. Це щоправда не означає, що рами (не плутати з тримальною рамою) у автобуса немає і кузов цілком вже безрамний: рама інтегрована у кузов та виконує функцію зміцнення усієї конструкції. Зовнішня обшивка виконується листами високоміцної оцинкованої сталі (роль самого цинку тут наступна — він не дозволяє сталі окиснюватися, і це набагато підвищує ресурс кузова і обшивки автобуса), повністю обробленої антикорозійним покриттям; при цьому боковини, передок і задок обшито листами сталі, і кузов досить надійно захищено від корозії; а сам кузов має ресурс роботи не менше 10 років; колісні арки автобуса МАЗ-107 виготовлено з неіржавкої сталі та також повністю оброблено антикорозійними емалями (дана ділянка кузова часто потерпає від корозії). Варто зауважити, що стандартного пофарбування у цих автобусів немає, враховуючи, що вони розповсюджені в різних країнах; фарба їх щоправда, не завжди якісна, і у деяких автобусів вона помітно «облазить». МАЗ-107 може мати як свій класичний вигляд (такий, який зображено на фотографії), так і дещо оновлений вигляд передньої та задньої панелі (наприклад, замість одиночних фар декілька, або заміна величезного чорного сталевого бампера на куди менший, і такий, що «зливається» з кузовом); при цьому їх інтер'єр та місце водія змін практично не зазнали.
Зовнішній вигляд Вигляд з переду автобуса МАЗ-107 може мати як свій класичний, так і рестайлінгований варіант, при чому, особливо вигляд передка при цьому не змінюється. Автобус МАЗ-107 — машина сучасна, і вигляд її теж виглядає вельми непогано; він насправді як дві краплі води з іншими МАЗами першого покоління; схема побудови наступна — обшивка виконується з листа оцинкованої сталі, а пізніше облицьовується склопластиковою оболонкою. Лобове скло автобуса виконано великим склопакетом, розділеним на дві частини, щоправда це не додає автобусу якогось «старого дизайну»; вітрове скло автобуса також з боків облицьовується профілями з гуми (це лише лобове скло, бокові склопакети не облицьовуються з боків профілями з гуми). На даному автобусі застосовано лобове скло-триплекс, тобто безуламкове, або безскалкове лобове скло; цей склопакет являє собою два шари скла, що склеєно між собою тонким прозорим шаром полімеру (точніше, це пластик), функція якого — утримувати уламки скла у разі його пошкодження; цей шар пластику знаходиться між двома шарами скла. У разі удару об це лобове скло, саме скло, хоч і розбивається та лише тріскається, і воно усе одно тримається вкупі завдяки тому, що його утримує вищезгаданий шар пластику; цей розбитий склопакет буде утримуватися у масі до повної заміну пошкодженого склопакету. Дане безуламкове скло дуже міцно закріплене у каркасі автобуса, тому саме по собі дуже стійке до ударів, особливо лобових ударів. Навіть, якщо лобове скло при сильному лобовому ударі вилетить через силу удару з віконної рами — воно не розкришиться і не розлетиться на частини, а просто залишиться лежати листом на поверхні. Завдяки безуламковому лобовому склу мінімізується травматизм від уламків, адже воно якраз і створене, щоб їх утримувати; завдяки своїм властивостям, лобове скло-триплекс називають також «травмобезпечним», або ще простіше: «безпечним». Лобове скло автобуса зроблено хоч і розділене (Neoplan'івський дизайн 1990-х років); та забезпечує водієві високий рівень контролю за ситуацією на дорозі попереду автобуса, воно зроблене панорамного типу, хоч і розділене.
Склоочисники автобуса, як і у багатьох інших з вітровим склом роздільного типу, виконано паралелограмного типу, вони оснащуються великими полотно-насадками, та очищують максимально можливу поверхню лобового скла від опадів та бруду, що летять у вітрове скло; дані склоочисники в принципі нічим не поступаються склоочисникам горизонтального типу, що присутні у автобусів з другого покоління МАЗ, МАЗ-203, МАЗ-205; склоочисники є тришвидкісними. Передбачена і функція склоомивача, коли на скло впорскується піна з бачка (або бачків), що розміщено під личковання передка.
Фари і бампер, класичний варіант. У класичному варіанті МАЗ-107 світлотехніка на передку представлена двома плафонами з кількома фарами у кожному (це не означає, що під одною кришкою розміщено лише одну фару): їх там декілька, і протитуманні, і ближнього світла, і дальнього світла. Фари автобуса (точніше їх плафон) зроблено квадратної форми, фари оснащено лінзами, за рахунок чого суттєво покращено їх далекоглядність. На відміну від МАЗ-105, у МАЗ-107 протитуманні фари не влаштовуються у бампер у класичному варіанті, а розміщені разом з іншими у плафоні. Бампер у класичному варіанті є дуже помітним, за рахунок того, що він крупний та чорного кольору; даний брус у МАЗ-107 виготовлено сталевим, і має характерне чорне пофарбування; у МАЗ-107, на відміну від МАЗ-105, протитуманні фари у нього не влаштовуються, посередині бампера є місце, що відведене для державного номера автобуса. Фари і бампер, оновлений варіант. У оновленому варіанті МАЗ-107 світлотехніка на передку представлена вже 8 фарами (однак окремими) округлої форми, вони маленького розміру, однак мають досить високу потужність та оснащені лінзами, що покращують їх далекоглядність. Величезний бампер чорного кольору більше не присутній на нових зразках: тепер присутній також чіткий бампер, однак такий, що більше зливається з кузовом; він також виконаний зі сталі; у нього вже влаштовано протитуманні вогні; фари дальнього світла розміщено посередині кожного блоку з фарами.
Інші елементи передка. За цими елементами як класичний варіант, так і рестайлінгований є подібними як дві краплі води. Емблему Мінського автомобільного заводу розміщено посередині передка і вона не змінює свій вигляд у оновлених моделей, та зберігає традиційний чорний колір зі збільшеною літерою А. Окрім цього, на передку автобуса може бути розміщено ще декілька символів та позначок, що позначують його зручності; у багатьох класичних варіантів прямо під лобовим склом містився надпис «МАЗ-107», що вказувало на конкретну назву моделі, щоправда у нових моделей такого майже не зустрічається, таке є далеко не у всіх навіть класичних МАЗ-107, що випускаються і досі як у класичному, так і модернізованому варіанті.
Також на передку автобуса бувають і такі позначення, що вказують на переваги цього автобуса над високопідлоговими одиницями рухомого складу: іконка з людиною у інвалідному візку на синьому фоні означає те, що автобус обладнаний усім необхідним для перевезення пасажирів у інвалідних візках (це переважно додаткове обладнання, яке може встановлюватися у салоні автобуса, і далеко не у всіх МАЗ-107 воно є), а на тих автобусах, де воно є, переважно це і клеїться. Рідше на передку автобуса можна побачити символ з людиною з паличкою, що позначує те, що автобус є зручним для пенсіонерів та маломобільних людей. Над лобовим склом автобуса розміщено його передній рейсовказівник: вони у МАЗ 107 бувають різними; на перших варіантах у автобуса вони були простими табличками, тобто «механічними»; на переважній більшості сьогоднішніх автобусів МАЗ-107 вони електронні, зустрічаються блінкерного типу або світлодіодні. При цьому, є також декілька відмінностей; у багатьох з електронних, дисплей електронного табло суцільним не є, і для кожного символу та літери відведено спеціальну клітинку, де їх виведено у два рядки; є і електронні табло блінкерного типу вже з суцільним дисплеєм, і вони вже зустрічалися ще у автобусів класичного варіанту (хоча достатньо рідко); у найновіших моделей, електронне табло має суцільний дисплей, а колір найчастіше блідо-жовтий або блідо-зелений. Застосовуються різні електронні рейсовказівники, часто бувають від фірми «Інтеграл», бувають і інші. У МАЗ-107 є і два інших рейсовказівники: один влаштовано у боковину з правого боку, інший розміщено у задньому звисі, вони можуть бути, як електронні, так і звичайні — тут вже стандартної комплектації немає. Застосовано бокові дзеркала заднього виду сферичного типу, що оснащено електропідігрівом, що необхідно для унеможливлення обмерзання бокових дзеркал, а також іноді антибліковим покриттям, щоб на сонці не було бліків.
Задня панель автобуса також видозмінюється з рестайлінгом, змінюються за формою габаритні вогні — у класичних варіантів вони квадратні, а у рестайлінгованих округлі, при чому змінилося їхнє розташування. Заднє скло автобуса також є тонованим, воно є неповним через розміщення двигуна МАЗ-107 у задньому звисі упродовж з лівого боку; моторний відсік автобуса МАЗ-107 знаходиться у задньому звисі та розміщений поздовжнього з лівого боку та займає увесь простір знизу доверху — саме тому, вилізає у салон, і з лівого боку у салоні розміщено моторну шахту, більше відому як «шафа». МАЗ-107 це автобус, який може бути підлаштований під різні моделі дизельних двигунів, наприклад у ранніх варіантів були присутні двигуни білоруського виробництва ММЗ, також встановлювався двигун французького виробництва Renault MIDR, щоправда, він виявився заслабким для цього автобуса через велику масу автобуса. Нові екземпляри комплектуються двигунами (дизельними) MAN D0826 (MAN, Німеччина), Mercedes-Benz OM906LA II i Mercedes-Benz OM906LA III (Mercedes-Benz, Німеччина) — дані двигуни є достатньо потужними для цього автобуса; можливі і інші моделі двигунів, у нових класичних та оновлених варіантів переважно двигуни Mercedes i MAN. Дані двигуни мають чотиритактний цикл; у принцип дії чотиритактного дизельного двигуна входять такі етапи: при першому такті, поршень іде вниз, а у циліндр через впускний клапан входить свіжа порція повітря; у другому такті, поршень вже йде вверх, та стискує це повітря приблизно у 16-17 разів, це робить повітря дуже гарячим; перед третім тактом, до циліндра впорскується свіжа порція пального через розпилювач форсунки і вона разом з повітрям утворює паливно-повітряну суміш. При цьому утворюється у третьому такті, паливо (точніше, паливно-повітряна суміш, оскільки оксиген потрібен для горіння) згоряє, а енергія виділяється та виходить — саме тому, цей такт часто зветься робочим; від процесу згоряння утворюються вихлопні гази, що виштовхуються поршнем (він йде вверх у четвертому такті) у випускний клапан. Надалі знову відкривається впускний клапан і заходить свіжа порція повітря, а поршень знову йде вниз — починається перший такт, і чотиритактний цикл знову повторюється, повітря стискається, впорскується пальне, згоряє, енергія виходить, вихлопні гази виштовхуються і виходять через вихлопну трубу назовні; саме пальне подається у двигун за допомогою бензонасосу; розподільний вал при цьому «розподіляє», який клапан має відкриватися — впускний або випускний.
Усіх циліндрів (у яких відбувається процес згоряння дизелю) у автобуса 6; двигуни автобуса відповідають екологічним нормам Euro-2, Euro-3 i Euro-4; бензобак автобуса містить 220 літрів, а кришка бензобаку розміщена поблизу повітряпоглинача у лівій боковині; загальний робочий об’єм становить 6,37 літра. У автобуса наявна непогана система охолодження двигуна: у лівій боковині є повітряпоглинач, ще один є на задній панелі; під повітряпоглиначем на лівій боковині розміщено відкидний люк для додаткового охолодження двигуна. У автобуса є ще кілька цікавих особливостей, пов'язаних з його ходовою частиною; як для маси автобуса та його габаритів, доречно, що він тривісний; третя вісь автобуса зроблена підкермовувальною, щоб зменшити радіус розвороту автобуса та покращити керованість повороту. Підкермовувальна третя вісь автобуса приводиться у дію натиском на клавішу у кабіну водія (слід зазначити, що з'явилася вона як підкермовувальна не одразу); а мости автобуса зроблено німецькою фірмою ZF, ведучий міст — центральний. Як для своїх габаритів (довжина автобуса становить 14,5 метра), у МАЗ-107 не дуже і великий радіус розвороту (лише 12,5 метра), а підкермовувальна третя вісь дозволяє його ще скоротити (хоча не дуже суттєво).
У автобуса є ще одна дуже цікава особливість, пов'язана з ведучим мостом, а саме з диференціалом, що може блокуватися. Під «блокуванням» диференціалу не слід розуміти щось на кшталт гальмування. Сам диференціал виконує функцію передачу крутного моменту від карданного валу до ведучих коліс, а ще одна його функція полягає тому, щоб надавати ведучим колесам різних кутових швидкостей, інакше кажучи, швидкості обертання. Звичайне явище, коли автобус їде по прямій, однак при повороті внутрішнє колесо проходить меншу відстань, ніж зовнішнє: це призводить до пробуксовування колеса, а також до погіршення керованості автобусом та швидким зносом шин; отже внутрішньому колесу потрібно надати меншу кутову швидкість. Блокування диференціалу означає те, що тягові колеса будуть обертатися з однаковою кутовою швидкістю — це потрібне для легкого старту автобуса на таких поверхнях як ожеледиця та добре уїжджений сніг. Взагалі, явище блокування диференціалу навіть для європейських автобусів є надзвичайно рідкісним — у цьому плані МАЗ-107 і справді вийшов «особливим»; при чому можливість блокування диференціалу є і у інших автобусів першого покоління МАЗів: МАЗ-103, МАЗ-104 і МАЗ-105 також мають функцію блокування диференціалу.
Підвіска передньої та центральної осі є незалежною пневматичною: переміщення одного колеса не впливає (практично не впливає на інше); задня підвіска є залежною пневматичною: тут колеса жорстко зв'язані і паралельні відносно одне одного (не враховуючи колісний розвал); у багатьох з автобусів моделі МАЗ-107 є проблема з досить жорсткою підвіскою, жорсткі підвіски типові і для МАЗ-103. Упругі елементи підвіски — пневматичні балони (або пневмобалони), окрім своєї функції забезпечення м’якості руху автобуса, вони надають можливість автобусу присісти на праві півосі на декілька сантиметрів (це і пневматичні балони); це однак має свої вади та переваги (у тому числі, що система нахилу кузова є, в основному призначення для безперешкодного в'їзду інвалідів у візках, а відкидної апарелі немає). У автобуса як додаткова опція може бути присутня система автоматичної централізованої змазки фірми Lincoln, Німеччина; перевага такої системи у тому, що змазка подається лише раз, а далі розподіляється на усі деталі, які необхідно змастити; замість того, щоб змащувати ті ж деталі кожну і вручну. Гальмівна система автобуса:
- робоче гальмо (гальмо, яке приводиться у дію водієм натиском на педаль гальма, сповільнення регулюється і від сили натиску на педаль) — пневматична, двоконтурна система (розбиття на контури по осі).

- гальмівні механізми — барабанного типу;

- моторне гальмо — дане гальмо застосовується для пригальмування на спусках. Принцип полягає у перекритті подачі палива до циліндрів (тобто перекриття бензопроводу) перетинкою, що зветься дросель. Приводиться у дію ручкою або ручним важелем (у цього автобуса — вмикачем).
- стоянкова гальмівна система (це система для нерухомого утримання транспортного засобу під час зупинок, особливо актуальна на ухилах[2], зазвичай це ручний важіль) — представлена ручним важелем, що діє на гальмівні механізми ведучого моста. Ручний важіль, щоправда невеликий і за формою більше схожий на джойстик.
- ABS — також у автобуса наявна антиблокувальна система ABS (Anti-lock Braking System), Knorr-Bremse або WABCO. ABS забезпечує керованість автобуса під час різкого або екстреного гальмування.
- ASR — у автобуса наявна антипробуксувальна система ASR (DTC), вона потрібна для зчеплення (колеса) з доріжною поверхнею та унеможливлення буксування, наприклад, на слизьких поверхнях (лід, мокра дорога).

До салону автобуса МАЗ-107 ведуть три двостворчасті двері з великою площею скління, дверні відсіки зроблено з оцинкованої сталі та також покрито антикорозійним покриттям; двері є заскленими тонованими безосколковими склопакетами. Іноді двері можуть оснащуватися системою протизащемлення пасажирів: коли двері натикаються на пасажирів, то вони автоматично, без команди водія відійдуть на попередню позицію, однак таким комплектується дуже небагато автобусів. Така річ, як блокування руху автобуса з відчиненими дверима у автобуса взагалі є, втім ця функція включається лише з місця водія, втім це не є жахливими недоліками цього автобуса. МАЗ-107 зроблено з трьома двопілковими дверима, одні з яких розміщено у колісній базі (між першою та другою осями); завдяки тому, що автобус є низькопідлоговим (хоч і не повністю), але більшою мірою таки низькопідлоговим, це дає йому чимало переваг: пасажирам зручна низькопідлогова машина; завдяки низькій підлозі суттєво пришвидшується пасажирообіг, оскільки увійти і вийти до низькопідлогового автобуса набагато легше та швидше, ніж до автобуса з високим рівнем підлоги, або навіть з пониженим (як у МАЗ-105); також завдяки низькому рівню підлоги уможливлюється перевезення інвалідів у візках а також дитячих візків та великогабаритної поклажі на колесах. МАЗ-107 вважається низькопідлоговим автобусом, хоч насправді таким не є повністю (на відміну від МАЗів другого покоління); у більшій частині салону висота сходинки становить 33,5 сантиметра (це достатньо низько), однак рівень підлоги плавно підвищується від середніх дверей до 58 сантиметрів при задньому вході — там наявна одна сходинка; напівнизькопідлоговим автобусом його назвати було б неправильно, адже у нього немає сходинок до задньої частини салону, а рівень його підлоги плавно підвищується; тому надалі він буде зватися як звичайний низькопідлоговий автобус, МАЗ-107. За рахунокпневматичних балонів (пневмобалонів), що є пружними елементами підвіски (окрім їх функції забезпечення м'якості уху) автобус може присісти, кнілінг дозволяє автобусові присісти на декілька сантиметрів (якщо у точності, то на 6) перед пасажирами, полегшуючи їм вхід до салону. Насамперед кнілінг потрібен для безперешкодного в'їзду інвалідних візків до салону, однак проблема є у тому, що як кнілінг, так і пандус є необов'язковим обладнанням, і можуть бути або не бути присутніми: якщо присутній кнілінг — це добре, однак цього недостатньо для в'їзду пасажирів у інвалідних візках без перешкод. Тут є іще одна цікава особливість МАЗ 107; у МАЗів першого покоління водійська перегородка є суцільною та для входу та виходу водія виділено одну створку передніх дверей, тобто для пасажирів у передньому вході є лише одна створка, що часто призводить до накопичення пасажирів на передньому майданчику через вузький прохід; у деяких екземплярів МАЗ-107 ця перегородка забрана повністю (не частково), що надає пасажирам широкий передній вхід, що є перевагою.
Салон автобуса виконано просто на перший погляд, та достатньо симпатично; салон може бути на замовлення обладнаний певним додатковим обладнанням; і крім цього має декілька цікавих особливостей, які будуть докладніше описані у подальшому описанні салону. Підлога салону застелена суцільнотягненим листом лінолеуму сірого кольору, який може оснащуватися блискітками; щодо рівня підлоги у салоні, то від передніх до середніх дверей він рівний узагалі, і підіймається лише у задній частині салону автобуса МАЗ-107. Вельми цікавим є те, що у МАЗів першого покоління вже подбали про пожежну безпеку (не кажучи вже про друге покоління у вигляді МАЗ-203, МАЗ-205): обробка салону виготовлена з негорючих матеріалів (наприклад, негорючої пластмаси), і автобус МАЗ горітиме при пожежі значно довше, аніж автобус без «негорючої» обробки салону; при чому завдяки ній полум'я до салону практично не пробиватиметься, а у випадку того, що температура у салоні серйозно зросте, активуються спеціальні аерозольні капсули, що розміщені у боковинах. Поручні у автобуса виготовляються зі сталевої труби, покритої полімерною фарбою, що забезпечує цій конструкції стійкість до корозії, щоправда ця фарба буває достатньо різної якості, тому вона має властивість облізати на поручнях, як наслідок з'являтися іржа на поручнях, що для них у будь-якому разі дуже погано. Вертикальні поручні своєю конструкцією є переважно дуже простими (тобто вони є цілком прямими), хоча зустрічаються і вигнуті поручні, що є характерним для багатьох сучасних європейських автобусів; поручні виконано тонкого типу, та все ж кілька сучасних елементів у них таки є: кріплення поручнів виконуються по-різному: у переважній більшості випадків їх кріплять до підлоги салону, але вони можуть кріпитися за допомогою кронштейнів прямо до ручок сидінь, і при цьому ніскільки не погіршується їх якість та жорсткість. Зверху поручні закріплюються зверху до стелі салону; а з поручнями горизонтального типу вони скріплюються за допомогою кронштейнів, виготовлених з дюралюмінію (який, як відомо, не іржавіє). Горизонтальні поручні тягнуться по усій довжині салону, їх проблемою є те, що вони закріплені на великій висоті, навіть для людей середнього зросту, хоча вони можуть оснащуватися спеціальними підвісними ручками, зробленими з каучуку, шкірозамінювача, або інших матеріалів.
Автобус моделі МАЗ-107 має кілька цікавих особливостей, пов'язаних з сидіннями для пасажирів. Сидіння автобуса можуть виконуватися з різних матеріалів, і у різній кольоровій гаммі — це як замовник побажає, можливі навіть сидячі місця без покриття синтетичною тканиною, хоча домінують звичайні сидіння, обшиті тканиною. Сидячі місця виконуються напівм'якими роздільного типу, обшитих синтетичною тканиною різних кольорів (жовтих, сірих, у смужку та будь-яких інших). У звичайних сидінь спинка та подушка повністю обшиваються синтетикою, а задня спинка облицьовується пластмасовою оболонкою, а ручки для стоячих пасажирів також виконуються з пластмаси. Можливе і виконання сидінь у автобуса і з пластиковими сидіннями, цілком позбавлених синтетики (ну, тобто обшивки сидінь), однак не настільки і жорсткі, якими вони здаються на перший погляд. Ці сидіння виконано «антивандальними», під цим мається на увазі, що їх виконано з негорючої пластмаси, у сидінь з м'якою обшивкою, такого щоправда немає. МАЗ 107 має і ряд інших особливостей, пов'язаних з плануванням салону та кількістю сидячих місць. Салон МАЗ-107 має трирядне планування — просте поняття: на один ряд приходиться три сидячих місця, у МАЗ-107 з лівого боку їх влаштовують по два, а з правого — по одному; таке планування є у переважній більшості МАЗ-107, тому кількість сидячих місць у цьому автобусі не перевищує 25—31. Однак у приміських модифікаціях можливий варіант чотирирядного планування (тепер праворуч і ліворуч буде по два сидіння), і їх кількість таким чином збільшується до 51. У задньому звисі двигун має вертикальне положення та займає усе місце згори донизу, і огороджений від салону спеціальною моторною шахтою. Місця справа від шахти є відсутніми, і це виграє додаткове місце; слід також відзначити, що у задній частині салону прохід між середніми та задніми колісними арками є досить широким завдяки трирядному плануванню салону. Якщо ж МАЗ-107 поступається МАЗ-105 за своєю місткістю, то дуже ненабагато, місткість звичайного міського МАЗ-107 з кількістю місць 25—31 становить до 150 чоловік, що є ненабагато менше за місткість МАЗ-105 (у якого місткість близько 170 чоловік), до того ж 107 модель є низькопідлоговою, а МАЗ-105 має лише понижений рівень підлоги і має одну сходинку в усіх дверях (рівень підлоги у салоні 58 сантиметрів, відповідно у МАЗ-107 такий лише у задніх дверях, де наявна одна сходинка).
Будучи низькопідлоговим, наш герой (ну тобто, МАЗ-107), як і інші європейські автобуси в принципі має можливість перевозити пасажирів у інвалідних візках, щоправда при цьому виникає декілька проблем, насамперед з тим, що у нього немає потрібного обладнання. Те, що МАЗ-107 є низькопідлоговим не надає йому одразу можливості перевезення людей з особливими потребами: для безперешкодного в'їзду у салон необхідна ще відкидна апарель; маючи кнілінг, автобуси цієї моделі далеко не завжди комплектуються відкидними апарелями; навіть при низькому рівні підлоги та кнілінгу, для людини у візку цього недостатньо: як близько б автобус до бордюру не під'їхав, і як би не присів, та щілина усе одно лишається. Пандус у списку додаткового обладнання наявний, щоправда на автобусах він присутній не завжди. У переважної більшості нових модифікацій 107.4** він вже наявний, і розміщений навпроти середніх дверей. Навпроти середніх дверей є накопичувальний майданчик, де у нових МАЗ-107 є спеціальний турнікет, що нагадує сидіння, однак не має подушки: він потрібен для закріплення візка: його потрібно підвезти спинкою і закріпити за допомогою ременів, кронштейнів тощо.
МАЗ-107 має і ряд інших цікавих особливостей. Бокові вікна автобуса зроблено тонованими, що забезпечує додаткові зручності пасажирів, для безпеки ці склопакети також виконано безосколковими. У салоні автобуса може встановлюватися спеціальне табло як інформаційна система: на ньому буде показано інформація про рейс, дату тощо; це табло може працювати і як «рухомий рядок». У автобуса наявні доволі розвинуті система вентиляції та опалення. Перша стандартно представлена зсувними кватирками, що розміщуються на бокових вікнах; на даху салону вмонтовано люки для вентиляції. Також пропонуються електровентилятори, а у найновіших моделях навіть кондиціонер (таких автобусів, щоправда небагато); система вентиляції у МАЗ-107 не дуже досконала, через що у його салоні достатньо спекотно. Нові моделі також пропонують кондиціонер у кабіні водія. Система опалення у автобуса працює від системи охолодження двигуна, у салоні розміщується від одного до трьох повітряних електричних опалювачів (конвекторів), у кабіні водія встановлюється окремий конвектор. МАЗ-107 обладнуються автоінформатором салону, що відтворює запис, попередньо записаний на касеті (або на диску); тому водієві не доведеться власноручно оголошувати зупинки, а якість мови буде постійною, і відповідно водієві знову не доведеться постійно «напружуватись», щоправда у кабіні водія мікрофон також наявний.
Кабіна та місце водія у МАЗ-107 також мають ряд цікавих особливостей. По-перше, про саму кабіну: зазвичай, кабіна водія є повністю відокремленою від салону за допомогою перегородки; і для входу та виходу водія з/до кабіни також відведено передню половинку передніх дверей, що відкривається автономно; у перегородці наявні спеціальні двері, що також ведуть до кабіни водія. Однак, є і такі МАЗ-107, що цієї перегородки не мають узагалі, тоді ж передні двері є повністю відведеними для пасажира, що надає додаткову зручність для них, оскільки це мінімізує накопичення пасажирів на так званій «передньому майданчику». Кабіна закритого типу для водія є досить просторою, хоча місце водія особливо сучасними елементами не відрізняється, та все ж досить непогане. Приладова панель автобуса виконана у стилі півкола, та надає швидкий доступ до усіх необхідних клавіш та приладів; виконується вона з пластмаси, колір — чорний або ж темно-сірий. На правій частині приладової панелі розміщено комплект клавіш, за допомогою яких відкриваються та закриваються двері, є і функція закриття усіх дверей одночасно, для відкриття стулки кабіни водія виділено дві окремі кнопки. Окрім цього, там розміщено клавіші керування автоматичною коробкою передач (МАЗ-107 комплектуються здебільшого автоматичними коробками передач, найчастіше Voith Diwa); там розміщено головний вмикач світла та протитуманних фар, а також тумблер (вмикач) моторного гальма, а також кнопки автоінформатора (цієї або наступної зупинки). Також там розміщується вмикач аварійної сигналізації (клавіша червоного кольору). У лівій секції розміщено клавіші включення світла у салоні та на місці водія, включення опалення у кабіні водія та у пасажирському салоні, увімкнення ABS i ASR та інших функцій.
Оскільки з лівого боку дверей для входу та виходу немає, там розміщено додаткову панель, де розміщено джойстик стоянкового гальма та деякі інші важелі та клавіші. Посередині розміщено блок з показниковими приладами, а також блок з індикаторами. Посередині приладової панелі розміщено спідометр з великим циферблатом (він німецький — фірми VDO, до слова подібні спідометри є дуже поширеними на сучасних автобусах, до прикладу, усі МАЗи першого покоління мали якраз такий «VDO»), він оцифрований до 125 км/год, а також комплектується електронним одометром, що показує пробіг автобуса у кілометрах. Праворуч від спідометра розміщується тахометр, розцифрований до 30×100 обертів колінчастого вала на хвилину. Праворуч від спідометра та тахометра розміщується покажчик рівня пального, манометр та показник температури охолоджувальної рідини. Зліва від спідометра знаходиться ще один манометр а також показник бортової напруги.
Кермова система у МАЗ-107 є уніфікованим з іншими МАЗами 1 покоління; кермовий механізм автобуса є «рідним», МАЗівським. Кермова система МАЗ-107 оснащена гідропідсилювачем, що значно полегшує керування автобусом. У МАЗ-107 є два підкермові важелі: один зліва виконує функції показу сигналів повороту, підморгування фарами а також подачею звукового сигналу; правий важіль потрібен для увімкнення склоочисників, а також подачі звукового сигналу. Замок запалювання також розміщується у кермовій колонці. Водійське крісло зроблено м'яким і досить зручним, воно влаштоване на пневмопідвісці та може регулюватися за висотою; колір тканини буває також цілком різним. Керування рухом автобуса відбувається за допомогою двох або трьох педалей (у випадку з автоматичною коробкою передач зчеплення немає, у випадку з механікою — воно наявне); коробка передач у автобуса буває від Voith (автоматична), МАЗ (механіка)та інших фірм.
На автобусі застосовується 28-вольтний автомобільний генератор — електрогенератор, що перетворює механічну енергію обертання колінвала у електричну; і потрібний для енергопостачання електричного обладнання автобуса, а також зарядки акумуляторних батарей, від яких би живились споживачі при зупиненому двигуні. Як опалення на місці водія наявний повітряний конвектор, бокові дзеркала заднього виду також оснащуються електропідігрівом; нові автобуси МАЗ 107 пропонують також кондиціонер для водія.

## Характеристика

### Мінуси
МАЗ-107 має і ряд недоліків: у перших моделей було встановлено двигуни, що були для такої маси заслабкими (наприклад, ЗМЗ, Renault); хоча у наш час[коли?] ці автобуси оснащуються потужнішими двигунами від Mercedes-Benz. У багатьох з автобусів хороша система опалення, система вентиляції потребує покращення, адже у переважної більшості МАЗ-107 кондиціонера немає, а люків і кватирок вже не вистачає, тому влітку у салоні МАЗ 107 достатньо спекотно. Через всі ці фактори, у салоні автобуса літом досить спекотно, хоча, найновіші МАЗ-107 з рестайлінгованим виглядом вже пропонують серед комплектації і кондиціонер. Поручні у деяких місцях розміщено досить високо, а у задній частині салону є одна сходинка (проте вона лише одна, тому серйозного дискомфорту для пасажирів не створить); іноді бувають поломки дверних кронштейнів. Часта проблема доволі жорсткої підвіски; двері автобуса нечасто бувають з системою протизатиску пасажирів. МАЗ-107 — вельми сучасний автобус. Автобус випускається вже десяток років, і за цей час усунуто чимало недоліків і з'явилося кілька нових переваг та особливостей.

### Переваги
МАЗ-107 є непоганим і достатньо сучасним автобусом. Його габарити дозволяють перевозити велику кількість пасажирів, і за місткістю він майже не поступається своєму родичу МАЗ-105. Ця машина має низький рівень підлоги у перших двох входах, що додає пасажирам ще більшої зручності; автобус може обладнуватися відкидною аппареллю для в'їзду пасажирів у інвалідних візках, а також дитячих візочків, та інших великих предметів на колесах. Плюсом салону є трирядне планування, що забезпечує достатньо широкий прохід у колісних арках та й узагалі в усьому салоні. МАЗ-107 досить часто комплектується двигуном та коробкою передач німецького виробництва, а німецький дизель, яким він оснащується відповідає екологічним нормам Euro-3 і Euro-4; автоматична коробка передач забезпечує плавний рух автобуса, без ривків; автобус має можливість блокування диференціалу, що забезпечує легкий старт на ожеледиці чи на уїждженому снігу, МАЗ-107 також обладнується ABS i ASR; автоінформатором у салоні, електронними рейсовказівниками. Окрім цього, МАЗ-107 має велику площу скління і оснащений тонованими склопакетами. Найновіші варіанти МАЗ-107 пропонують навіть кондиціонер у салоні, можливе також встановлення електровентиляторів. У автобуса також наявний передпусковий підігрівач, що дозволяє належно прогріти двигун, при цьому не заводячи його.

## Технічна характеристика
| Технічна характеристика МАЗ-107                       | Технічна характеристика МАЗ-107                                                    |
| ----------------------------------------------------- | ---------------------------------------------------------------------------------- |
| Загальні дані                                         |                                                                                    |
| Модель                                                | МАЗ-107                                                                            |
| Клас                                                  | міський автобус                                                                    |
| Виробник                                              | Мінський автомобільний завод                                                       |
| Випускається з,                                       | 2001 року                                                                          |
| Подібні моделі                                        | МАЗ-103, МАЗ-105                                                                   |
| Кузов                                                 |                                                                                    |
| Кузов (загальне описання)                             | одноланкового типу, тримальний інтегрований з рамою кузов, вагонного компонування  |
| Каркас кузова                                         | виконаний з труб з високоміцної оцинкованої сталі                                  |
| Боковини, передок і задок (обшивка)                   | виконані з оцинкованої сталі                                                       |
| Антикорозійне покриття                                | обробка усього каркаса і кузова                                                    |
| Ресурс роботи кузова, не менше ніж, роки              | >10                                                                                |
| Кількість випущених екземплярів                       | понад 1000 (разом з модифікаціями)                                                 |
| Габаритні розміри                                     |                                                                                    |
| Довжина, мм                                           | 14480                                                                              |
| Ширина, мм                                            | 2500                                                                               |
| Висота, мм                                            | 2838                                                                               |
| Ширина (враховуючи бокові дзеркала заднього виду), мм | 2850                                                                               |
| Передній звис, мм                                     | 2465                                                                               |
| Задній звис, мм                                       | 3600                                                                               |
| Колія передніх коліс, мм                              | 2046                                                                               |
| Колія середніх коліс, мм                              | 1825                                                                               |
| Колія задніх коліс                                    | 2155                                                                               |
| Поворотний діаметр, не менше, метри                   | 12.5                                                                               |
| Колісна база, мм                                      | 6800 (1—2 вісь); 1615 (2—3 вісь)                                                   |
| Дорожній просвіт, мм                                  |                                                                                    |
| Кут з'їзду/виїзду, °                                  | 7/7                                                                                |
| Маси і навантаження                                   |                                                                                    |
| Споряджена маса, кг                                   |                                                                                    |
| Повна маса, кг                                        | 23500                                                                              |
| Навантаження на передню вісь, кг                      | 6340                                                                               |
| Навантаження на середню вісь, кг                      | 11560                                                                              |
| Навантаження на задню вісь, кг                        | 5760                                                                               |
| Елементи ззовні                                       |                                                                                    |
| Світлотехніка (передок)                               | 2+2/8 фар (2 протитуманні), оснащені лінзами                                       |
| Бампер                                                | чіткий/нечіткий                                                                    |
| Маршрутовказівники                                    | електронні табло блінкерного типу «МЕМЗ», «Інтеграл» або прості таблички           |
| Виробник табло                                        | Інтеграл / МЕМЗ                                                                    |
| Лобове скло                                           | панорамного типу, розділене, безуламкове                                           |
| Склоочисники                                          | паралелограмного типу, 3-швидкісні                                                 |
| Розташування двигуна                                  | задній звис, розміщено вертикально                                                 |
| Колеса                                                | 8,25х22,5 (дискові)                                                                |
| Шини                                                  | 11/70R22,5                                                                         |
| Осі, штук                                             | тривісний (6×2)                                                                    |
| Шасі                                                  |                                                                                    |
| Передня вісь                                          | ZF                                                                                 |
| Ведуча вісь (середня), модель                         | ZF                                                                                 |
| Задня вісь (підтримна)                                | ZF                                                                                 |
| Підкермовувальна задня вісь                           | так                                                                                |
| Робоче гальмо                                         | пневматичне, двоконтурне                                                           |
| Ручне гальмо                                          | ручний важіль діє на гальмівні механізми заднього моста                            |
| Додаткове гальмо                                      | моторне гальмо                                                                     |
| ABS                                                   | наявна                                                                             |
| ASR                                                   | наявна                                                                             |
| Гальмівні механізми                                   | барабанного типу                                                                   |
| Передня підвіска                                      | незалежна пневматична                                                              |
| Задня/середня підвіска                                | залежна пневматична                                                                |
| Амортизатори                                          | телескопічного типу                                                                |
| Система кнілінгу ECAS                                 | додаткова опція                                                                    |
| Висота підлоги, см                                    | 33—36 (від передніх до середніх дверей); до 58 (задні двері)                       |
| Кнілінг, нахил, см                                    | 7 сантиметрів                                                                      |
| Підвіска, виробник                                    | ?                                                                                  |
| Блокування диференціалу можливе?                      | так                                                                                |
| Салон                                                 |                                                                                    |
| Кількість дверей і тип                                | 3 двопілкові поворотно-зсувного типу                                               |
| Пандус для в'їзду інвалідних візків                   | відкидна рампа, відсувається і зсувається механічно (опція)                        |
| Розташування пандуса                                  | 2 (середні) двері                                                                  |
| Поручні                                               | з тонкої сталевої труби                                                            |
| Сидіння                                               | напівм'які, роздільного типу, з синтетичним покриттям; можливі цілком пластикові   |
| Кількість сидінь                                      | 25—51 (залежно від замовлення)                                                     |
| Планування салону                                     | 3-рядне (міська версія)                                                            |
| Висота салону, см                                     | близько 220                                                                        |
| Система компостування квитків                         |                                                                                    |
| Освітлення у салоні                                   | плафонові світильники на даху                                                      |
| Вентиляція у салоні                                   | через зсувні кватирки, люки,+ опція електровентилятори, опція можливий кондиціонер |
| Бокові вікна                                          | тоновані чорним відтінком, безуламкові                                             |
| Опалення у салоні                                     | 1—3 повітряні конвектори, працюють від системи охолодження двигуна                 |
| Пасажиромісткість салону, чол                         | 125—150                                                                            |
| Місце водія                                           |                                                                                    |
| Кабіна водія                                          | відокремлена перегородкою від салону/можлива її відсутність                        |
| Вентиляція у кабіні                                   | через зсувну кватирку+можливий кондиціонер (нові моделі)                           |
| Крісло водія                                          | м'яке на пневмопідвісці, регулюється за висотою                                    |
| Приладова панель                                      | у формі півкола з пластику                                                         |
| Кермова система                                       | РУП МАЗ                                                                            |
| Педалі                                                | 2 або три залежно від КПП                                                          |
| Коробка передач                                       | автоматична Voith Diwa D851.3E (триступінчата) або інша механічна МАЗ або інша     |
| Тип КПП                                               | автоматична/механічна                                                              |
| Число ступенів КПП                                    | 3/1 ?/1                                                                            |
| Ширина дверних пройм, см                              | 120                                                                                |
| Двигун і динамічні характеристики                     |                                                                                    |
| Тип палива                                            | дизель                                                                             |
| Тип двигуна                                           | дизельний чотиритактний                                                            |
| Марка двигуна (для конкретно цієї модифікації)        | Renault MIDR Mercedes-Benz OM 906LA II(I) MAN D0826                                |
| Потужність, кіловат                                   | 205 169                                                                            |
| Місткість паливного бака, літри                       | 220                                                                                |
| Кількість циліндрів, шт                               | 6                                                                                  |
| Робочий об'єм, см³                                    | 6,370                                                                              |
| Норми викидів                                         | Euro-2, Euro-3 або Euro-4                                                          |
| Витрати пального при міському циклі на 100 км, літри  |                                                                                    |
| Максимальна швидкість руху, км/год                    | 78, 80, 85                                                                         |